# Flexiseps valhallae
Flexiseps valhallae — вид сцинкоподібних ящірок родини сцинкових (Scincidae). Ендемік островів Глорйоз.

## Поширення і екологія
Flexiseps valhallae мешкають на островах Глорйоз, розташованих на північний захід від Мадагаскару. Вони живуть в сухих тропічних лісах та в прибережних листяних лісах. Зустрічаються на висоті до 700 м над рівнем моря.

## Збереження
МСОП класифікує цей вид як такий, що перебуває на межі зникнення. Flexiseps valhallae загрожує знищення природного середовища та хижацтво з боку інвазивних ссавців. Вид не спостерігався з 1906 року.